# Trogoderma megatomoides
Trogoderma megatomoides är en skalbaggsart som beskrevs av Edmund Reitter 1881. Trogoderma megatomoides ingår i släktet Trogoderma, och familjen ängrar. Arten är tillfälligt reproducerande i Sverige.

## Bildgalleri

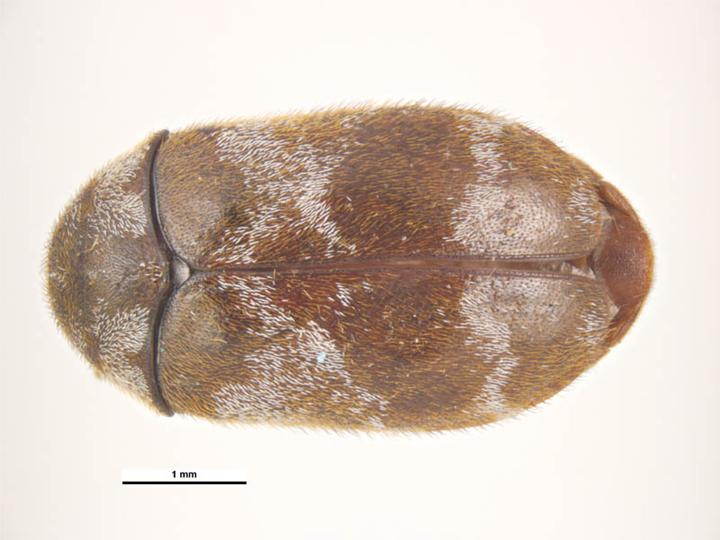